# Заставна (станція)
Заста́вна — проміжна залізнична станція Івано-Франківської дирекції залізничних перевезень Львівської залізниці на неелектрифікованій лінії Веренчанка — Вікна Буковини між станцією Веренчанка (10 км) та закритою станцією Вікна Буковини (13 км). Розташована в  однойменному місті Чернівецького району Чернівецької області. На станції здійснюється лише вантажна робота, пасажирський рух відсутній.